# Grammy Latino de Melhor Interpretação Urbana em Língua Portuguesa
O Grammy Latino de Melhor Interpretação Urbana em Língua Portuguesa é entregue anualmente desde 2023. O prêmio é entregue exclusivamente aos intérpretes, sendo estes solo, duplas ou grupos. É destinado à singles ou faixas (vocais ou instrumentais), e para ser indicada, precisa conter cinquenta e um por cento (51%) ou mais de tempo de reprodução de sua letra cantada em língua portuguesa, e 51% de tempo de reprodução de música Urban, bem como, ser inédita.

## Vencedores e indicados
| Ano            | Canção              | Intérprete(s)                          | Indicados | Ref.           |
| Década de 2020 | Década de 2020      | Década de 2020                         | Década de 2020 | Década de 2020 |
| -------------- | ------------------- | -------------------------------------- | --- | -------------- |
| 2023           | "Distopia"          | Planet Hemp & Criolo                   | - "Da Favela Pro Asfalto" - Àttooxxá e Carlinhos Brown - "Aviso de Amigo" - Giulia Be - "Fé" - IZA - "Good Vibe" - Filipe Ret, Dallass, Caio Luccas                                                                           | [ 1 ]          |
| 2024           | "Cachimbo da Paz 2" | Gabriel O Pensador, Lulu Santos & Xamã | - "Joga Pra Lua" – Anitta part. Dennis & Pedro Sampaio - "Da Braba" – Gloria Groove part. Ludmilla & MC GW - "Carta Aberta" – MC Cabelinho - "Fé nas Maluca" – MC Carol & IZA - "La Noche" – Yago Oproprio part. Patricio Sid | [ 2 ]          |